# سوانا (میزوری)
سوانا (به انگلیسی: Savannah) یک شهر در ایالات متحده آمریکا است که در شهرستان اندرو، میزوری واقع شده‌است. سوانا ۸٫۱۶ کیلومتر مربع مساحت و ۵٬۰۵۷ نفر جمعیت دارد و ۳۳۷ متر بالاتر از سطح دریا واقع شده‌است.